# Bóng đá đường phố

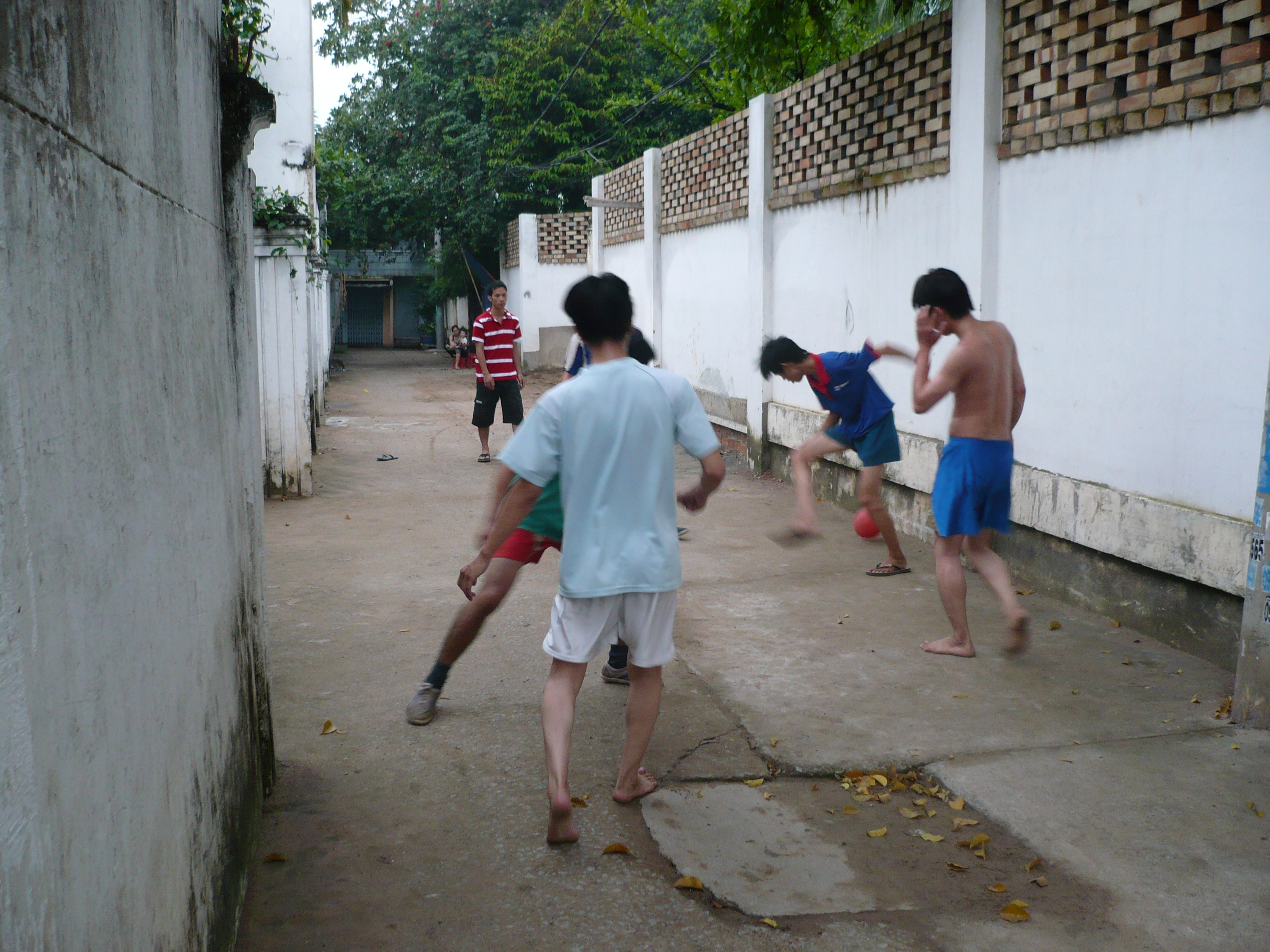
Bóng đá đường phố tại Việt Nam năm 2011

Bóng đá đường phố là các loại hình bóng đá theo hình thức thể thao đường phố không được diễn ra một cách chính thức hoặc được diễn ra tại một địa điểm chính thức với những quy tắc khắt khe theo luật bóng đá, mà được thi đấu một cách tự phát, ngẫu hứng trên những địa điểm mà người chơi có thể tận dụng không gian để đá bóng như đường phố, hẻm phố, các ngõ, ngách, kho bãi, đất trống. Đây là loại bóng đá tự phát là chủ yếu, chỉ cần một bãi đất trống, một quả bóng làm bằng bất cứ chất liệu nào (thậm chí có thể là giẻ, quần áo hay tất cũ cuộn lại với nhau) hoặc bất kỳ vật liệu gì miễn sao có hình cầu là được (thậm chí nếu không có bóng hay bất cứ thứ gì có thể tạo ra hình cầu thì bất cứ đồ vật gì đá được như một cái chai cũng có thể trở thành bóng), thế là đã có bóng đá đường phố với những cầu thủ chơi theo cảm hứng. Cuộc chơi không chịu bất kỳ sự ràng buộc nào từ đôi chân cho đến cái đầu (nghĩa đen là người chơi thậm chí chỉ cần đi chân đất, không nhất thiết phải đi giày thể thao). Ở bóng đá đường phố người tham gia có thể tự do trình diễn kĩ thuật, chơi một cách phóng khoáng hơn là bóng đá chuyên nghiệp.

## Tổng quan
Bóng đá đường phố là loại bóng đá mà ai cũng có thể chơi được, ở đâu cũng có thể chơi được. Nó không phân chia giàu, nghèo, độ tuổi, giới tính,..., không quá chú trọng đến luật lệ thi đấu, trang phục thi đấu, phong cách thi đấu và vì tính đơn giản của nó nên nó phổ biến trên thế giới. Bóng đá đường phố cũng cung cấp cho thế giới những ngôi sao bóng đá đẳng cấp với những kỹ thuật độc đáo. Bóng đá đường phố được biết đến nhiều tại Brasil. Bóng đá Brasil có đặc trưng về tính ngẫu hứng, sự sáng tạo xuất phát từ nguyên nhân chính là rất nhiều danh thủ trong lịch sử bóng đá xứ sở samba trưởng thành từ bóng đá đường phố. Nhiều quốc gia cũng có phong trào bóng đá đường phố như Nam Phi, Việt Nam. Ngày nay, bóng đá đường phố được hiểu là những cầu thủ trẻ, cầu thủ nhí đến cọ xát, thi đấu, thư giãn tại các hoạt động bóng đá cộng đồng do các câu lạc bộ chuyên nghiệp tổ chức. Đó là cách làm bóng đá đường phố mang tính chuyên nghiệp chứ không nghiệp dư như tại Nam Phi hoặc một số quốc gia châu Phi, châu Á.

## Các giải bóng đá đường phố
Ngày nay, người ta thường tổ chức các giải bóng đá đường phố để tìm kiếm tài năng ví dụ như Cúp bóng đá đường phố Andrés Escobar diễn ra tại Mariannenplatz, thủ đô Berlin của Đức với sự tham dự của 180 cầu thủ nam nữ trẻ. Giải này là một trong những hoạt động gắn kết giữa bóng đá và tuyên truyền cho hòa bình, đẩy lùi bạo lực, ma túy và AIDS. Tên của cúp bóng đá đường phố kỳ này là Copa Andrés Escobar - nhằm tưởng niệm cầu thủ Colombia bị bắn chết sau World Cup 1994 - với 22 đội bóng được mời tham dự (Ghana và Nigeria không được cấp visa đến Đức). Trong số này đáng chú ý có đội Afghanistan, Kenya, Colombia, Peru, Rwanda, Sénégal, Nam Phi, đội hỗn hợp Israel và Palestine... Nước chủ nhà Đức có hai đội và huấn luyện viên Jürgen Klinsmann làm đại sứ quảng bá cho giải này.

## Trên thế giới

### Brazil
Bóng đá đường phố Brazil phổ biến từ khi người Brazil bắt đầu yêu bóng đá cuồng nhiệt vào đầu thế kỷ XX. Một quốc gia nghèo, cơ sở vật chất nghèo nàn, diện tích rộng (so với mặt bằng dân số) thì dễ để phát triển bóng đá đường phố hơn là những quốc gia khác có nền kinh tế phát triển hơn. Vua bóng đá Pelé từng nói ông thành danh là nhờ những kỹ năng đá phủi học được từ bóng đá đường phố. Vua lừa bóng qua mọi thời đại Garrincha cũng là ông vua của bóng đá đường phố. Và từ những ngôi sao kiệt xuất như Pelé hay Garrincha, bóng đá đường phố trở thành niềm đam mê và hy vọng của rất nhiều thế hệ cầu thủ trẻ muốn thành công trong sự nghiệp bóng tròn.
Ngày nay bóng đá đường phố tại Brazil đã được thay thế bằng thứ bóng đá cộng đồng được phát triển có định hướng và rất hiệu quả. Những sân bóng đá mini, các giải đấu vào cuối tuần hoặc vào buổi tối, hằng hà sa số sân bóng mọc lên được sự tài trợ và theo dõi sát sao của các đội bóng khắp Brazil cạnh tranh quyết liệt trong khâu tuyển chọn, phát hiện nhân tài trẻ.
Brazil hàng năm xuất khẩu gần 1.000 cầu thủ nhưng nguồn lực cầu thủ nội vẫn dồi dào. Bóng đá là nghề có thể kiếm sống, không quá sung túc thì ít nhất cũng đủ ăn, đủ mặc. Các trường đào tạo trẻ của các câu lạc bộ khắp đất nước Brazil đủ sức chứa tất cả những tài năng bóng đá thật sự có tài. Không có tiền vẫn có thể đến với bóng đá cộng đồng. Câu lạc bộ São Paulo chẳng hạn, hơn 3 thập kỷ qua, đã phát hiện không ít nhân tài.
Edmílson Gomes, Luís Fabiano, Julio Baptista và nhất là Kaká xuất thân từ bóng đá trẻ São Paulo. Thông qua bóng đá cộng đồng, Kaká tự tìm đến São Paulo thay vì ngược lại. Goueva không gọi đó là bóng đá đường phố vì sân bóng không còn chỉ là bãi đất trống mà có đủ hai cầu môn, giới hạn biên, thậm chí còn có cả trọng tài.

### Nam Phi
Nam Phi là đất nước nơi mà sự phân biệt giàu nghèo lớn hơn bất kỳ quốc gia nào tại châu Phi, bóng đá ở đây phát triển sau thời kỳ phân biệt chủng tộc Apartheid. Bóng đá là môn thể thao dành cho người da đen, tức những người nghèo. Còn những người giàu, tức người da trắng, đa phần thích bóng bầu dục. Chế độ Apartheid sụp đổ cũng là lúc bóng đá Nam Phi mới có cơ hội và triển vọng cất cánh. Sự ra đời của câu lạc bộ bóng đá Ajax Cape Town vào năm 1999 đánh dấu một bước tiến mới về bóng đá trẻ - bước tiếp theo của bóng đá đường phố - nhưng mức độ phát triển không được như ý.
Ở Nam Phi có không ít khu ổ chuột, những con đường, những khu vực dơ dáy với những đứa trẻ da đen quần thảo với trái bóng từ sáng đến tối nhưng như thế không thể xem là thứ bóng đá đường phố sẽ góp phần vào sự phát triển của bóng đá Nam Phi trong tương lai. Ngày nay Nam Phi đã có chính sách quy hoạch phát triển bóng đá, giảm tải nền bóng đá dựa trên bóng đá đường phố.

### Việt Nam
Ở Việt Nam, bóng đá đường phố cũng thông dụng, vào buổi sáng, hay buổi chiều, buổi tối, từ thành thị tới nông thôn, bóng đá đường phố luôn diễn ra một cách sôi nổi. Các đường phố, hẻm phố, ngõ cụt, sân bê tông hay những bãi đất trống, thậm chí là những nơi vừa giải tỏa mặt bằng đang ngổn ngang,... cũng được tận dụng tối đa, các sân bóng tự tạo luôn có những người thi đấu. Dụng cụ cho trận đấu cực kỳ rẻ tiền và đa dạng, bóng có thể là từ bóng da đến bóng đúc, bóng chuyền, bóng cao su (bóng hơi), bóng nhựa, bóng rổ,…, khung thành có thể được dựng bằng giày, dép, gạch,... để đánh dấu. Xuất phát từ nhu cầu chơi bóng đá cao trong khi số lượng các sân bóng ở một số địa phương (chủ yếu là những khu vực còn chưa có trình độ phát triển kinh tế cao) có hạn và giá cả tương đối cao so với một số đối tượng thu nhập thấp, lao động chân tay,...
Thành phần tham gia bóng đá đường phố có thể nói là rất đa dạng, từ những em học sinh, sinh viên cho đến những người công nhân, lao động chân tay đến những người lao động trí óc, lứa tuổi cũng đa dạng, từ nhỏ đến lớn... tất cả mọi người đều tham gia một cách vui vẻ và sôi nổi.

## Những cầu thủ nổi tiếng
- Vua bóng đá Pelé là cầu thủ xuất thân từ bóng đá đường phố
- Garrincha một danh thủ của bóng đá Brazil và cũng là ông vua của bóng đá đường phố.
- Nani – cầu thủ của Manchester United và đội tuyển Bồ Đào Nha với rất nhiều kỹ năng bóng đá đường phố độc đáo nữa mà chưa phô diễn hết[5]
- Tiago Manuel Dias Correia, biệt danh: Bébé (tiếng Bồ Đào Nha có nghĩa là "Cậu bé"). Bébé vốn là trẻ mồ côi, lớn lên trong trại trẻ mồ côi, từng nổi danh từ bóng đá đường phố và sau này trở thành một cầu thủ nổi tiếng của câu lạc bộ Manchester United và có nguồn tin nói rằng anh đã từng tham dự World Cup cho người vô gia cư (Homeless World Cup) trong màu áo ĐT Bồ Đào Nha.[6]